# Josef Holub (Autor)

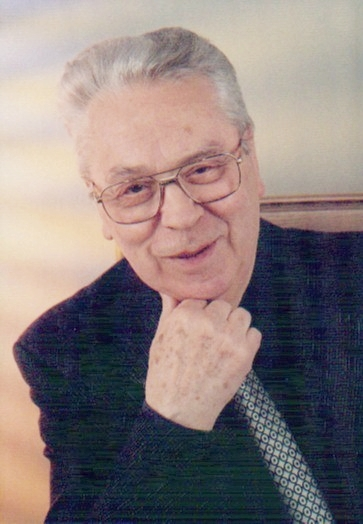
Josef Holub

Josef Holub (* 7. September 1926 in Nýrsko, Tschechoslowakei; † 4. Juli 2010 in Grab) war ein deutscher Kinder- und Jugendbuchautor.

## Leben
Josef Holub machte eine Ausbildung als Lehrer und Verwaltungswirt und arbeitete u. a. als Ziegeleiarbeiter, Briefträger und Oberamtsrat. Seine vielfach ausgezeichneten Kinder- und Jugendbücher wurden für den Deutschen Jugendliteraturpreis nominiert und erhielten zweimal den Zürcher Kinderbuchpreis La vache qui lit. Holub lebte in Grab in der Gemeinde Großerlach. Holub wurde am 3. Juli 2008 Ehrenbürger der Gemeinde Großerlach.

## Auszeichnungen
- 1992: Peter-Härtling-Preis für Der rote Nepomuk
- 1993: Oldenburger Kinder- und Jugendbuchpreis für Der rote Nepomuk
- 1996 und 1997: La vache qui lit (Zürcher Kinderbuchpreis)
- 1998: Mildred L. Batchelder Award für The Robber and Me (dt. Bonifaz und der Räuber Knapp)
- 2003: Sudetendeutscher Kulturpreis für Literatur und Publizistik[1]
- 2006: Mildred L. Batchelder Award für An Innocent Soldier (dt. Der Russländer)

## Werke
- Der rote Nepomuk, 1992
- Bonifaz und der Räuber Knapp, 1996
- Lausige Zeiten, 1997
- Juksch Jonas und der Sommer in Holundria, 1998
- Die Schmuggler von Rotzkalitz, 2001
- Schmuggler im Glück, 2001
- Der Russländer, 2002